# Central nuclear Browns Ferry

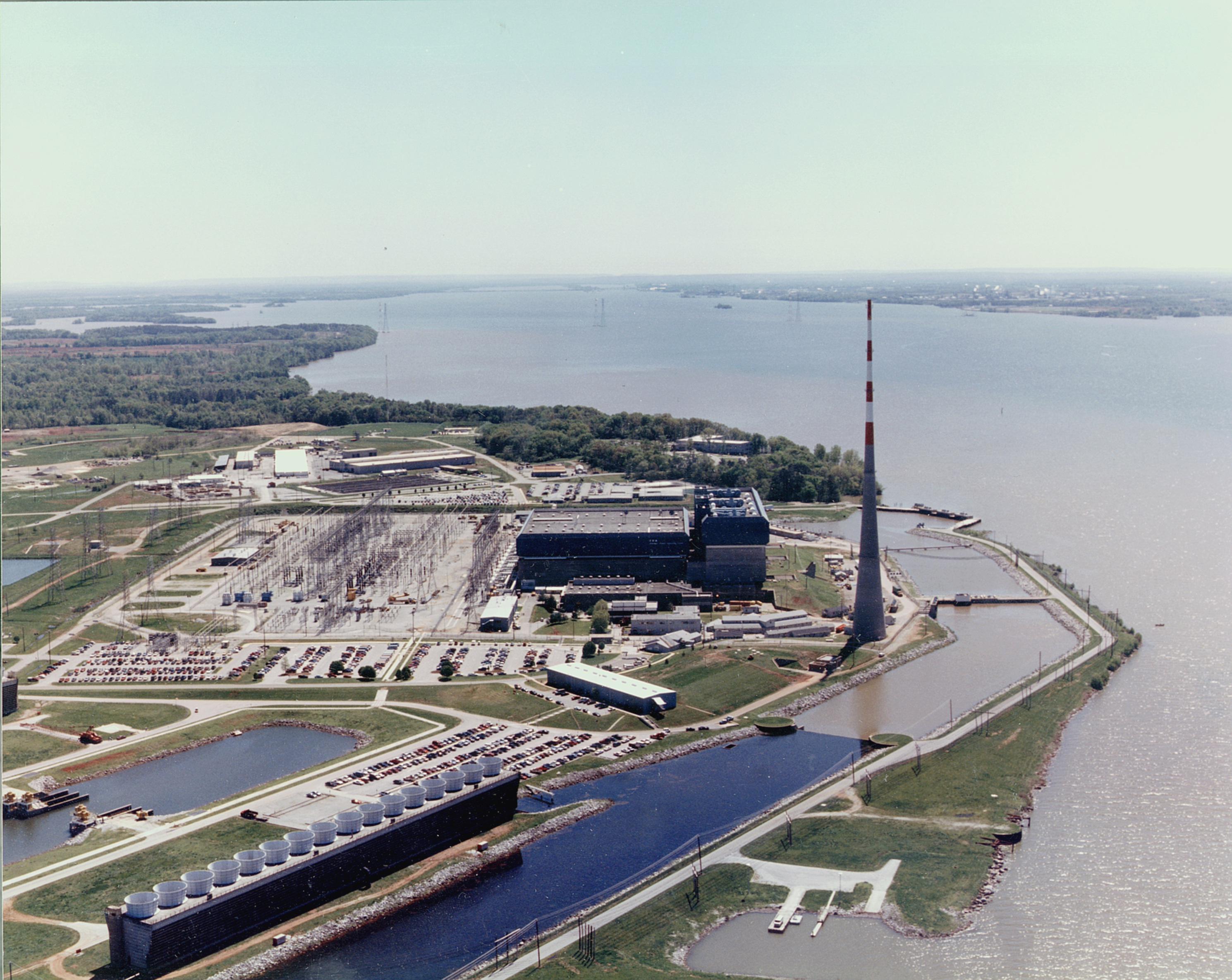
Vista aérea de "centrel nuclear Browns Ferry", rio Tenesí. Alabama.

La central nuclear de Brown's Ferry está ubicada en la ribera del río Tenesí cerca de Athens (Alabama). El complejo tiene tres reactores de agua en ebullición (BWR) y es propiedad total de la Tennessee Valley Authority.

## Unidad Uno
La Unidad Uno es una BWR de 1.065 MWe construida por General Electric que inicialmente entró en funcionamiento el 20 de diciembre de 1973, y está autorizada a funcionar hasta el 20 de diciembre de 2013. No obstante, la Unidad Uno estuvo apagada durante un año a causa de un incendio en 1975 que causó daños de importancia a la Unidad. A continuación, fue reparada y funcionó desde 1976 hasta 1985, pero desde entonces no ha funcionado. El fuego fue provocado por un operario que utilizaba una llama que buscaba fugas de aire y que accidentalmente prendió fuego a unos cables. Todo esto se concluyó por la Comisión de Regulación Nuclear, que hizo importantes añadidos a las medidas para la protección de incendios. Las Unidades Dos y Tres no fueron afectadas por el accidente.
Se están realizando actualmente acciones para restaurar la Unidad Uno al estado operativo. La TVA está gastando 1,8 millardos de dólares para ello. La previsión actual es poner de nuevo en funcionamiento la Unidad Uno en 2007.

## Unidad Dos
La Unidad Dos es un reactor BWR de 1.113 MWe construido por General Electric que inicialmente entró en funcionamiento el 2 de agosto de 1974, y tiene permiso para funcionar hasta el 2 de agosto de 2014. La Unidad Dos ha generado 8.911.261 Megawattios-hora de electricidad en 2003, alcanzando un factor de capacidad del 94,1%.

## Unidad Tres
La Unidad Tres es un reactor BWR de 1.113 MWe construido por General Electric que inicialmente entró en funcionamiento el 18 de agosto de 1976, y tiene permiso para funcionar hasta el 2 de julio de 2016. La Unidad Tres ha generado 9.260.078 Megawattio-hora, alcanzando un factor de capacidad del 99%.